# 青環海蛇
青環海蛇（學名：Hydrophis cyanocinctus），又名艾基特林海蛇，是蛇亞目眼鏡蛇科海蛇屬下的一種有毒海蛇，目前未有任何亞種被確認。

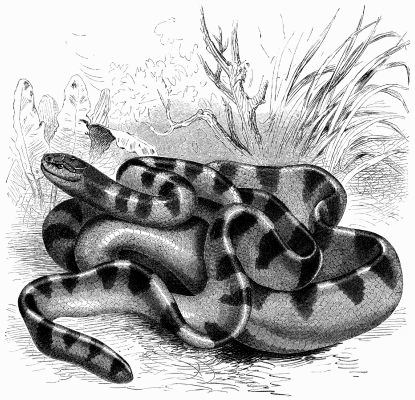
H. cyanocinctus

## 特徵
青環海蛇有著中型頭部，眼睛細小，吻鱗廣闊，鼻端較短。身體以綠色、橄欖色為基調，遍體佈滿深色幼紋，背部紋理較為寬闊，腹部位置偶爾也會被黑色體紋所纏繞。頸部有黑色的小幼紋。身體長度約為150公分。

## 地理分布
青環海蛇廣泛出沒於印度洋海域，包括波斯灣、伊朗、巴基斯坦、印度、斯里蘭卡、孟加拉國、緬甸、泰國、馬來西亞、菲律賓群島、韓國、日本、所羅門群島、南中國海（包括海南島）、東中國海（包括台灣）、中國山東及遼東沿岸、新畿內亞、澳洲等海域。该物种的模式产地在印度。

## 備註
1. 1 2  中国科学院动物研究所. . 《中国动物物种编目数据库》. 中国科学院微生物研究所.   [2009-04-11]. （原始内容存档于2016-03-05）.
2. ↑  The Reptile Database. www.reptile-database.org.
3. ↑  . ITIS. 2007  [7 September, 2007].
4. ↑  Rooij, Nelly de. 1915. The reptiles of the Indo-Australian archipelago. Leiden.

## 外部連結
- （英文）TIGR爬蟲類資料庫：青環海蛇